# Philipp Weishaupt
Philipp Weishaupt, född 20 juli 1985, är en tysk ryttare.
Philipp Weishaupt ingick i det tyska hopplaget sid OS 2024 som placerade sig på en femte plats. I finalhoppningen gick ekipaget felfritt.